# Due bellissime signore
Due bellissime signore è un romanzo dello scrittore italiano Mario Biondi pubblicato nel 1993. Con il precedente Il destino di un uomo costituisce una "bilogia" narrativa imperniata sulla medesima vicenda e destinata a essere rielaborata e fusa nel 2006 in un nuovo romanzo unico, Destino.

## Trama
1968. Lino Villard, fuggito giovanissimo da un orfanotrofio, seppure privo di un documento ufficiale, persino di un nome vero, con la sua caparbietà e onestà è riuscito a rimettere in sesto un complesso di seterie lombarde, denominate "Il Moro". Nell'impresa è stato assistito dall'indomita Juliette Astier, la prima delle "due signore", conosciuta nella prima gioventù e trasformatasi da tessitrice in brillante stilista. Ma "Il Moro" si trova ad affrontare una nuova crisi: i nodi finanziari vengono al pettine e chi vuole impadronirsene si fa sempre più minaccioso. La vicenda è risolta nell'ombra dalla seconda "signora", l'avvocatessa Patrizia Montenotte, con un ostinato quanto accuratissimo lavoro da detective.

## Edizioni
- Mario Biondi, Due bellissime signore, Rizzoli, 1993,  pp. 352, ISBN 88-17-66082-5.